# Ča smo na ovon svitu
Ča smo na ovon svitu je dramska humoristična televizijska serija snimljena 1973. i premijerno prikazana od 7. listopada do 25. studenoga iste godine na Televiziji Zagreb. Scenarist i redatelj serije je Daniel Marušić.
Serija od osam nastavaka snimljena je prema motivima knjige pripovjedaka Libar Marka Uvodića Splićanina u kojima on opisuje stvarne likove i događaje starog Splita s početka 20. stoljeća u ambijentu ribarskog i težačkog predgrađa.

## Epizode
1. Evanđelišti
2. Sve utopjeno u žmul vina
3. Ol' smo za jedan dan
4. Isto je sve crna zemja
5. Sprovod jednega diteta
6. Da nije jubavi
7. Naš bidni tovar
8. Za pošteno priživit

## Glavna glumačka postava
| - Boris Dvornik (Marko Uvodić/Paško Botiljun) - Karlo Bulić (Duje Ponpadur) - Špiro Guberina (Špiro Bello) - Antun Nalis (Frane Coto) - Viktor Starčić (Don Miho) - Zdravka Krstulović (Mare Oštruja) - Ante Vican (Toma Bronzin) | - Fabijan Šovagović (Toni) - Mia Sasso (Filomena Ponpadurova) - Asja Kisić (Paškva) - Ljubo Kapor (Marko Evanđelišt) - Zorko Rajčić (Luka Evanđelišt) - Petar Jelaska (Mate Evanđelišt) | - Vasja Kovačić (Ivan Evanđelišt) - Ivo Erman (Mate Kašun) - Tanja Knezić (File) - Etta Bortolazzi (Mare Lajavica) - Nataša Maričić (Marija) - Zrinka Kolak (Marica Dujkova) |

## Ostale uloge po epizodama
| 1. epizoda - Tana Mascarelli (Antica) - Jugoslav Nalis (Marin) - Bogdan Buljan (Vicko) - Jadranka Bavčević (Dujka) - Tješivoj Cinotti (sudac) - Željko Vičević (fakin) 2. epizoda - Tana Mascarelli (Antica) - Jugoslav Nalis (Marin) - Bogdan Buljan (Vicko) - Rahaela Drutter (žena Frane Cota) - Mohamed Dali (Crni Moro) 3. epizoda - Tana Mascarelli (Antica) - Zdenko Jelčić (Bartul) - Branka Lončar (Karmela) - Goran Pičuljan (Dujko) - Đurđica Vuletić (Šantoča) - Zlatko Madunić (dotur) - Danči Cvitanović (udovica) - Andro Marjanović (starac) - Tonka Štetić (prijateljica) | 4. epizoda - Milka Podrug Kokotović (Kate Aždaja) - Branko matić (Mate) - Kaja Cvitić (Vice Tiki-Taki) - Neda Belamarić (Mare Pijandora) - Božo Ganza (picaferaj) - Tonka Štetić (susida) - Neda Kovačević (Pavica) - Ante Glavina (Njunkalo) 5. epizoda - Helena Buljan (Mandica) - Milorad Krstulović (Marin Vujica) - Milovan Alač (čuvar grobišća) 6. epizoda - Pero Juričić (Tonko) - Mirjana Pičuljan (Marica) - Smiljka Kvesić (Ane službenica) - Ana Regio (šjora Dome) - Ivo Marjanović (šjor Nikica) - Mia Oremović (šjora Franka) - Draga Prukmajer (službenica šjor Nikice) - Miše Marjanović (šjor Ive) - Zdravka Krstulović (šjora Fanny) - Tereza Dadić (službenica šjore Fanny) - Milovan Alač (dotur) | 7. epizoda - Branko Bonaci (prešidente o' tribunala) - Berislav Mudnić (Bigul) - Ante Balin (Tarašin) - Josip Genda (Pave Bošnjak) - Toni Vičević (Šime Mičuli) - Ivo Marjanović (Lovre) - Ilija Ivezić (redar) - Damir Šimunović (mali Vlaj) - Vinko Viskić (profešur Siriščević) - Vatroslav Tudor (prolaznik) - Veronika Kovačić (fureškinja) - Tereza Darić (čakulona) - Tonka Štetić (čakulona) - Neda Kovačević (čakulona) - Aleksandar Čakić (pošćer) - Toni Krstulović (šjor Pjero) 8. epizoda - Ivo Serdar (pitur) - Vjenceslav Kapural (Lovre) - Jelica Lovrić (Mare Ajduk) - Branko Bonaci (prešidente o' tribunala) - Ante Balin (diretur o' ponpe funebre) - Ante Glavina (Njunkalo) |